# كونراد أكرمان
كونراد أكرمان (بالإنجليزية: Konrad Ernst Ackermann)‏ (و. 1712 – 1771 م) هو ممثل، ورائد، وممثل مسرحي، من ألمانيا، ولد في شفيرين، توفي في هامبورغ، عن عمر يناهز 59 عاماً.